# Urophora trinervii
Urophora trinervii är en tvåvingeart som beskrevs av Valery Korneyev och White 1996. Urophora trinervii ingår i släktet Urophora och familjen borrflugor.
Artens utbredningsområde är Ukraina. Inga underarter finns listade i Catalogue of Life.